# Джельсомини, Анджело
Анджело Джельсомини (итал. Angelo Gelsomini; 27 сентября 1932, Отриколи, Умбрия — 8 апреля 2021, Терни, Умбрия) — итальянский борец вольного стиля. Участник летних Олимпийских игр 1960 года.

## Биография
Анджело Джельсомини родился 27 сентября 1932 года в итальянском городе Отриколи.
Начал заниматься борьбой в 1952 году в спортзале Рабочего спортивного союза Терни под руководством Альберто Мольфино. С 1958 года выступал в соревнованиях по вольной борьбе за римское спортивное общество «Фьямме Оро» (ит.). Четырежды становился чемпионом Италии в лёгком весе (1959—1961, 1965).
В 1960 году вошёл в состав сборной Италии на летних Олимпийских играх в Риме. В весовой категории до 62 кг в первом раунде на 12-й минуте проиграл Лу Джани из США, во втором решением судей уступил Ган Чон Хо из Южной Кореи и выбыл из соревнований.
В 1966 году был награждён бронзовой медалью Национального олимпийского комитета Италии.
По окончании выступлений работал тренером в спортивном клубе полиции, в которой работал.
После выхода на пенсию в 1992 году вместе с семьёй поселился во фракции Поджо-ди-Отриколи (ит.).
Умер 8 апреля 2021 года в итальянском городе Терни.

## Семья
Был женат, воспитал двоих детей, которые также работают в полиции.